# Nuraghe Surbiu
Il nuraghe Surbiu è un nuraghe situato nelle campagne del comune sardo di Pabillonis, nel Medio Campidano, e rappresenta assieme al nuraghe Dom'e Campu e al nuraghe de Sa Fronta un nuraghe completamente distrutto. 
Vittorio Angius lo descrisse in questo modo, prima della scoperta della reggia di Barumini:«...Antichità. Entro la circoscrizione di questo territorio trovansi tre nuraghi, uno detto Surbiu distante dal paese poco men di un miglio e in massima parte disfatto.»

## Contesto ambientale e collocazione geografica

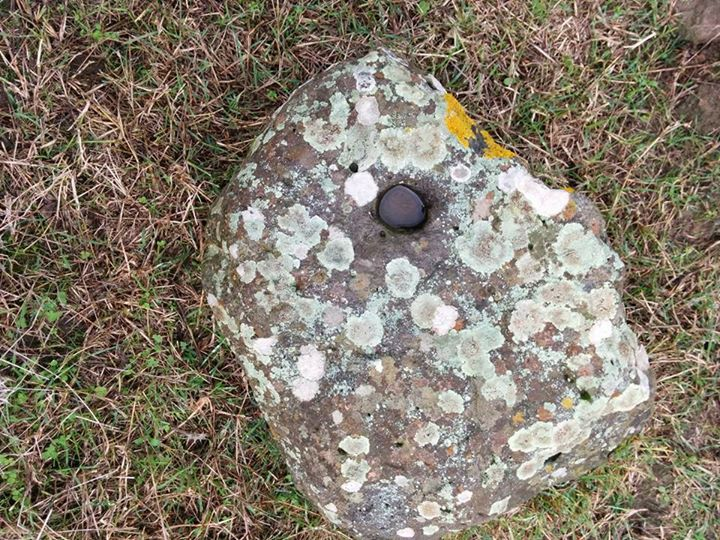
Nuraghe Surbiu 2 resti del nuraghe. pietra con coppella

Il nuraghe prende il nome dalla zona in cui è situato: "Surbiu". Dista circa un km dal paese, in un campo privato nei pressi della cosiddetta strada Montangesa( in italiano "strada di montagna" o "che porta alla montagna") la quale segna il confine con il territorio comunale di San Gavino Monreale . Oggigiorno si può trovare solo qualche masso, sparso in diversi punti e uno su di questi presenta la classica coppella, come mostra la foto. Alcune testimonianze parlano di un riutilizzo del nuraghe in epoche recenti per la realizzazione di un mulino.